# Спиромилиос, Спирос
Спирос Спиромилиос (греч. Σπύρος Σπυρομήλιος; 1864, Химара, Османская империя — 19 мая 1930, Афины) — офицер греческой жандармерии, отмеченный историей в борьбе за Македонию, Балканских войнах и борьбе за воссоединение Северного Эпира с Грецией.

## Химара
Спирос Спиромилиос родился в населённом греками османском городе Химара, на побережье сегодняшней южной Албании (Северный Эпир).
Химара, расположенная напротив северной оконечности острова Керкира, с древности и на протяжении тысячелетий оставалась греческим городом. В XV веке химариоты под греческим флагом составляли отборную часть в войске Кастриотиса-Скендербега. Во всех последующих веках Химара до 1833 года составляла отдельную греческую епископию. Французский писатель Рене Пуа писал, что «до сегодняшнего дня [1913] химариоты, отличные стрелки, имеют привилегию носить оружие». Химара по сути представляла государство в государстве, автономию которого турецкое правительство было вынуждено признавать. Епархия Химары включала Химару и ещё шесть греческих сёл: Кипаро, Вуно, Дромадес, Паласса, Пилиори и Куветси с 12 000 жителей, плативших Порте 16 тыс. франков в год. Порта даже не пыталась увеличить налог на этих «настоящих греков». Турецкие чиновники, представляющие номинально турецкую власть, располагались в двух зданиях при входе в Химару.

## Семья
Спирос Спиромилиос происходил из известной военной семьи Химары. Он отмечается в греческой историографии под более упрощённым именем Спирос, чтобы отличать его от деда, героя Греческой революции 1821 года и военного министра Греческого королевства, генерала Спиридона Спиромилиоса.
Спирос Спиромилиос выехал в Греческое королевство и поступил на службу в греческую жандармерию.

## Македония
Спиромилиос, будучи офицером греческой жандармерии, принял участие в борьбе за Македонию, под псевдонимом Буас. Первоначально он служил в греческом консульстве в Фессалониках, под фамилией Сурис. В начале 1905 года Спиромилиос вернулся в Афины и приступил к организации одного из отрядов (35 человек) македономахов. 18 апреля (1 мая) 1905 год отряды Акритаса, Спиромилиоса, Кодроса и Матапаса направились на пароходе «Кефалиния» к устью реки Пеней, у подножия Олимпа.
Высадка состоялась 29 апреля (12 мая) 1905 год и через монастырь Макрирахи отряды Акритаса и Спиромилиоса перешли реку Алиакмон и вышли к горе Вермион. После боёв с турками и болгарами, Акритас и Спиромилиос приняли решение 14 (27) мая 1905 год разъединить свои силы.
На перевале Батачин отряд был обстрелян издалека болгарами, Спиромилиос получил ранение в ногу. Он был тайно доставлен в город Науса на лечение. Опасаясь его ареста турками, в результате чего могло быть обнаружено что Буас — Спиромилиос являлся офицером греческой армии, консул Коромилас решил отправить его в Афины.
В списках офицеров командиров отрядов и организаторов борьбы за Македонию лейтенант жандармерии Спиридон Спиромилиос, псевдоним Буас, числился под номером 4.

## Перед Балканскими войнами
Вернувшись в Греческое королевство, Спирос Спиромилиос стал в 1906 году членом «Эпирского Общества» (греч. Ηπειρωτικής Εταιρείας), организации, поставившей своей целью освобождение Эпира от осман и воссоединения его с Грецией. В 1909 году Спиромилиос в звании капитана жандармерии принял активное участие в офицерском движении, в результате которого были проведены реформы в армии.

## Балканские войны

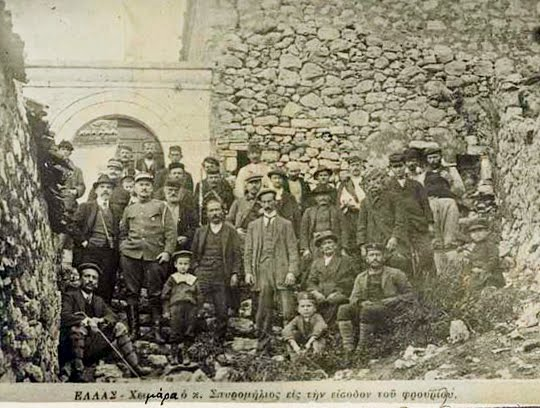
Спиромилиос с друзьями перед крепостью Химары-1912 год

С началом войны, в октябре 1912 года Спиромилиос сформировал на острове Керкира отряд из 200 эпиротов и добровольцев из Крита. 5 (18) ноября 1912 год майор жандармерии Спиромилиос высадился в Химаре с двух греческих кораблей, при поддержке канонерской лодки «Ахелоос», и освободил свою родину и окрестные сёла.
Сразу после освобождения Химары, Спиромилиос обратился с просьбой к греческому премьер-министру Венизелосу предоставить части греческой армии для немедленного занятия города Влёра, к северу от Химары, но его обращение осталось без ответа.
28 ноября албанцы провозгласили в Влёре свою независимость и сформировали временное правительство. Греческий генеральный штаб ожидал широко-масштабную атаку албанских и турецких сил и приказал Спиромилиосу оставить плацдарм Химары. Спиромилиос отказался и организовал оборону региона.
С окончанием Балканских войн Химара как и весь Северный Эпир оставался под греческим контролем до начала 1914 года.

## Автономный Северный Эпир
1 (14) декабря 1913 год протоколом, подписанным во Флоренции, шесть европейских держав решили включить в создаваемое албанское государство весь Северный Эпир с Химарой, Агии Саранда, Аргирокастро, Коритсой и Премети. 1 (14) февраля 1914 года протокол был доведен до сведения греческого правительства. Греческое правительство, находившееся под давлением западных правительств, получив заверение, что будет признан греческий контроль над Эгейским морем, отдало приказ оставить Северный Эпир.

Флаг Автономного Северного Эпира

9 февраля 1914 года Спиромилиос отказался уходить из Химары. Спиромилиос был для химариотов тем же что Венизелос был для критян; для химариотов существовала одна, бескомпромиссная цель — воссоединение с Грецией. Спиромилиос именовался земляками «Орлом Химары» (греч. Ο Αϊτός της Χειμάρρας).
Рене Пуа писал: «Невозможно, чтобы Химара не стала греческой, поскольку она уже греческая и химариоты это образец греческого патриотизма».
Химариоты первыми начали борьбу, провозгласив в 1914 году автономное государство Химары. Химара стал частью «Автономной Республики Северный Эпир», провозглашённой 28 февраля в городе Гирокастра. Спиромилиос, ушедший из греческой армии, держал оборонную линию Химара — Тепелени на протяжении всего периода автономисткого движения. Автономистское движение греческого населения не принесло желаемого результата — воссоединения с Грецией — по причине начала Первой мировой войны.

## Первая мировая война и последующие годы
Спиромилиос был избран депутатом греческого парламента на выборах мая 1915 года, лоббируя воссоединение Северного Эпира с Грецией. В период национального раскола (1916—1917) регион Химары, как и бо́льшая часть Северного Эпира (кроме региона Корча), был занят итальянской армией. Автомистское движение в Химаре продолжил его брат Никос Спиромилиос. Спирос ушёл в отставку в 1926 году, в звании полковника, и был зачислен в почётный резерв.
Полковник Спиромилиос умер в мае 1930 года. Заброшенный особняк семьи Спиромилиосов является сегодня одной из достопримечательностей Химары.